# SFT2D2
SFT2D2 (англ. SFT2 domain containing 2) – білок, який кодується однойменним геном, розташованим у людей на 1-й хромосомі. Довжина поліпептидного ланцюга білка становить 160 амінокислот, а молекулярна маса — 17 779.
| 10         |  | 20         |  | 30         |  | 40         |  | 50         |
| ---------- |  | ---------- |  | ---------- |  | ---------- |  | ---------- |
| MDKLKKVLSG |  | QDTEDRSGLS |  | EVVEASSLSW |  | STRIKGFIAC |  | FAIGILCSLL |
| GTVLLWVPRK |  | GLHLFAVFYT |  | FGNIASIGST |  | IFLMGPVKQL |  | KRMFEPTRLI |
| ATIMVLLCFA |  | LTLCSAFWWH |  | NKGLALIFCI |  | LQSLALTWYS |  | LSFIPFARDA |
| VKKCFAVCLA |  |            |  |            |  |            |  |            |

A: Аланін

C: Цистеїн

D: Аспарагінова кислота

E: Глутамінова кислота

F: Фенілаланін

G: Гліцин

H: Гістидин

I: Ізолейцин

K: Лізин

L: Лейцин

M: Метіонін

N: Аспарагін

P: Пролін

Q: Глутамін

R: Аргінін

S: Серин

T: Треонін

V: Валін

W: Триптофан

Кодований геном білок за функцією належить до фосфопротеїнів. 
Задіяний у таких біологічних процесах, як транспорт, транспорт білків, ацетилювання. 
Локалізований у мембрані.